# Capitole de l'État de Caroline du Nord
Le Capitole de l'État de Caroline du Nord, construit en 1840 par les architectes Ithiel Town et Alexander Jackson Davis, se trouve à Raleigh, capitale de l'État. Il est inscrit depuis 1973 aux National Historic Landmark.